# Sam Ford Fiord
Sam Ford Fiord är en fjord i Kanada.   Den ligger i territoriet Nunavut, i den nordöstra delen av landet, 2 800 km norr om huvudstaden Ottawa.
|  |

Trakten runt Sam Ford Fiord är permanent täckt av is och snö. Trakten runt Sam Ford Fiord är nära nog obefolkad, med mindre än två invånare per kvadratkilometer.